# Verbascum pyroliforme
Verbascum pyroliforme är en flenörtsväxtart. Verbascum pyroliforme ingår i släktet kungsljus, och familjen flenörtsväxter.

## Underarter
Arten delas in i följande underarter:
- V. p. dudleyanum
- V. p. pyroliforme